# Vafþrúðnismál
Na mitologia nórdica, Vafþrúðnismál (A balada de Vafthrúdnir, A canção de Vafthrúdnir, Os ditos de Vafthrúdnir) é o terceiro de onze poemas da Edda poética- uma colecção de poemas em norueguês antigo, preservados inicialmente no manuscrito medieval Codex Regius, do século XIII. Vafþrúðnismál é uma conversa em forma de verso realizada inicialmente entre o deus Æsir, Odin, e a sua esposa Frigg e, posteriormente, entre Odin e o gigante Vaftrudener.